# هيئة أبحاث العلوم الاجتماعية
هيئة أبحاث العلوم الاجتماعية، هي منظمة دولية غير ربحية مستقلة مقرها الولايات المتحدة مكرسة لتطوير البحث في العلوم الاجتماعية والتخصصات المرتبطة بها. تأسست الهيئة في مانهاتن في عام 1923، ولها الآن مقر آخر اليوم في بروكلين هايتس يضم نحو 70 موظف، إضافةً إلى امتلاكها مكاتب إقليمية صغيرة في أجزاء أخرى من العالم.
تقدم هيئة أبحاث العلوم الاجتماعية العديد من الزمالات للباحثين في العلوم الاجتماعية والتخصصات المرتبطة بها، بما في ذلك العمل الميداني الدولي.

## الزملاء وأعضاء الهيئة البارزين
حصل عالم السياسة الأمريكي الرائد غابرييل ألموند (1911-2002) على جوائز من هيئة أبحاث العلوم الاجتماعية في 1935-1936 ومرة أخرى في 1946-1947. قدم ألموند أثناء خدمته في هيئة أبحاث العلوم الاجتماعية عملًا هامًا في مجال تطوير السياسة المقارنة.
حصل رالف بنش (1903-1971) الحائز على جائزة نوبل للسلام على زمالة التدريب البحثي هيئة أبحاث العلوم الاجتماعية في 1936-1938.
حصل كاتب السيرة الرئاسية جيمس ماكجريجور بيرنس (من مواليد 1918) على جائزتين من هيئة أبحاث العلوم الاجتماعية: جائزة التسريح في 1946-1947، وجائزة التدريب البحثي في عام 1949.
حصل المؤرخ جون هوب فرانكلين (1915-2009) على زمالة هيئة أبحاث العلوم الاجتماعية في الجزء الأول من حياته المهنية. من عام 1956 وحتى عام 1961، عمل فرانكلين في لجنة المنح لدى هيئة أبحاث العلوم الاجتماعية.
حصل الاقتصادي الكندي الأمريكي جون كينيث جالبرايث (1908-2006) على زمالة تدريب بحثي في 1937-1938.
كان المؤرخ بيتر جاي (مواليد 1923) زميلًا للتدريب البحثي في 1950-1951.
حصل موريس جانوفيتز (1919–1988) على جائزة التسريح في 1946-1947، ويعتبر جانوفيتز عالم اجتماع بارز متخصص في علم الاجتماع العسكري في جامعة شيكاغو.
قاد سيمون كوزنتس (1901-1985) الحائز على جائزة نوبل في الاقتصاد لجنة هيئة أبحاث العلوم الاجتماعية المعنية بالنمو الاقتصادي في الأعوام 1949-1968. بدأ انخراطه الطويل في هيئة أبحاث العلوم الاجتماعية في عام 1925 عندما كان زميلًا يدرس الأنماط الاقتصادية للأسعار. في عام 1961، ترأس كوزنتس لجنة جديدة في هيئة أبحاث العلوم الاجتماعية معنية باقتصاد الصين.
كان هارولد لاسويل (1902-1978) من أوائل زملاء أبحاث هيئة أبحاث العلوم الاجتماعية في العام (1928- 1929). أصبح لاسويل فيما بعد عالمًا سياسيًا بارزًا ورئيسًا لجمعية العلوم السياسية الأمريكية.
حصل أوين لاتيمور (1900-1089) عالم الأنثروبولوجيا البارز في الصين وآسيا الوسطى -خاصةً منغوليا- على زمالة بحثية من الهيئة في 1929-1930.
حاز عالم الاجتماع السياسي سيمور مارتن ليبست (1922-2006) على زمالة ميدانية في 1945-1946. كان كتابه الحائز على الجوائز « رجل سياسي» (1960) أحد نتائج هذه الزمالة. ما زال الكتاب حتى يومنا هذا رائجًا.
حازت عالمة الأنثروبولوجيا الثقافية ذات الشهرة العالمية مارغريت ميد (1901-1978) على زمالة بحثية في 1928-1929.
كان عالم الاقتصاد الحائز على جائزة نوبل دوغلاس نورث (مواليد 1920) المعروف بعمله في الاقتصاد المؤسسي الجديد زميلًا للتاريخ الاقتصادي في 1949-1950.
كانت وزيرة الخارجية السابقة كونداليزا رايز (مواليد 1954) عضو إدارة سابق في هيئة أبحاث العلوم الاجتماعية.
كان الاقتصادي والت ويتمان روستو (1916-2003) المعروف بعمله حول مراحل النمو الاقتصادي زميلًا ميدانيًا في 1939-1940.
كان وزير الخارجية السابق جورج شولتز (مواليد 1920) زميلًا للتدريب البحثي في الفترة 1947- 1948.
حصل الاقتصادي الماركسي بول سويزي (1910-2004)، المعروف بعمله « احتكار رأس المال: مقال عن النظام الاقتصادي والاجتماعي الأمريكي» على جائزة التسريح في 1945-1946.
كان عالم الاقتصاد الحائز على جائزة نوبل جيمس توبن (1918-2002) زميلًا للتدريب البحثي في 1946-1947.
كان ألبرت فولستتر (1913-1997) مهندس سياسة الأمن النووي الأمريكية زميلًا ميدانيًا في 1940-1941.
حصل مؤرخ ورئيس الرابطة التاريخية الجنوبية فرانسيس بتلر سيمكينز (1897-1866) على زمالة بحثية من هيئة أبحاث العلوم الاجتماعية.